# 红叶老鹳草
红叶老鹳草（学名：Geranium rubifolium）为牻牛儿苗科老鹳草属下的一个种。